# Konstruktivisme (filosofi)
 For alternative betydninger, se Konstruktivisme. (Se også artikler, som begynder med Konstruktivisme)
Indenfor filosofi er konstruktivisme et begreb, der omhandler, at virkeligheden, eller i al fald vores kendskab til virkeligheden, er en værdiladet subjektiv konstruktion, snarere end en passiv tilegnelse af objektive sandheder.